# Ariel Mateluna

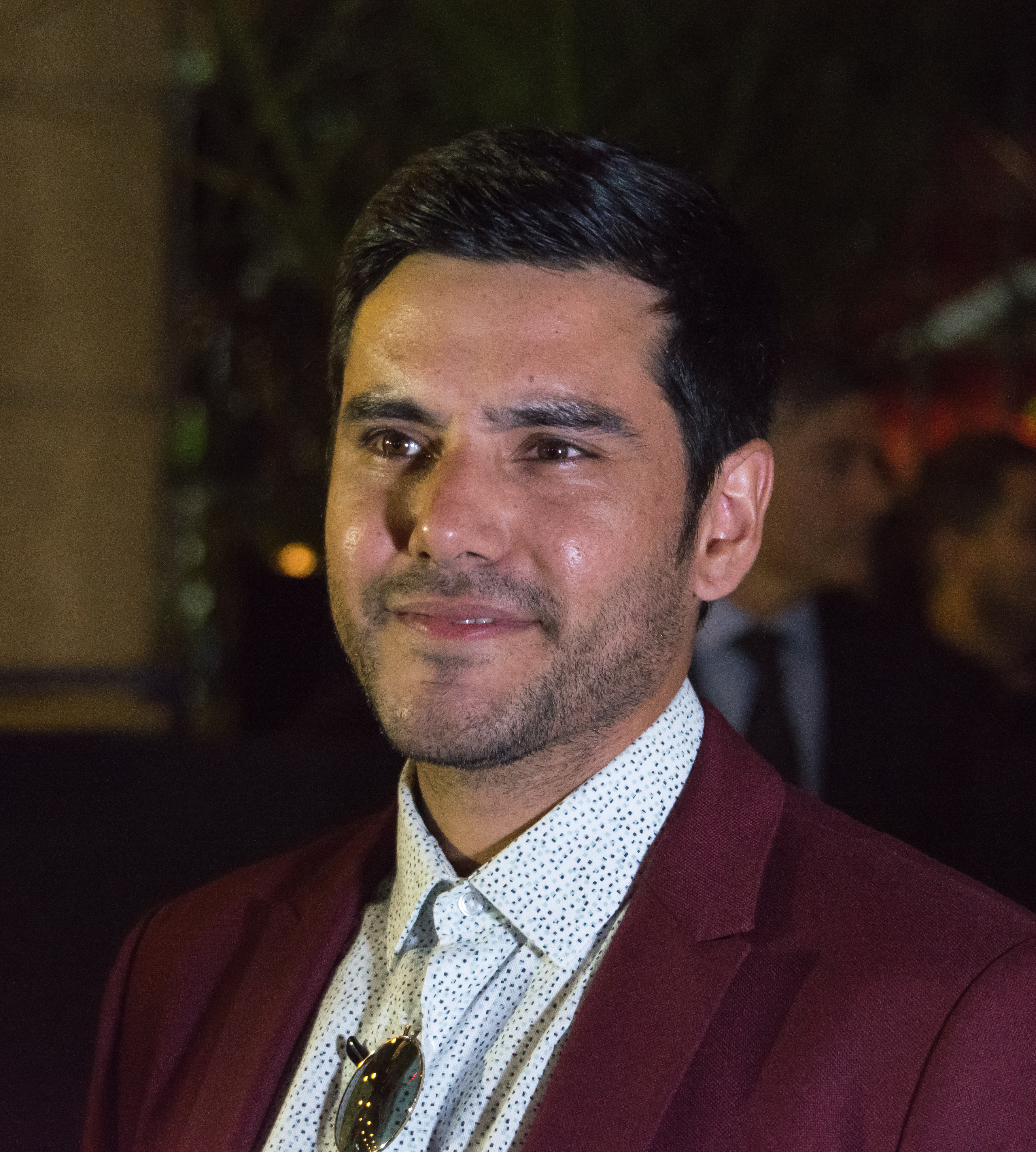
Ariel Mateluna, 2019

Ariel Mateluna (* 21. März 1989 in Santiago de Chile) ist ein chilenischer Schauspieler.

## Karriere
Sein schauspielerisches Debüt hatte Mateluna 2004 mit der Rolle des Pedro Machcua in dem Film Machuca, mein Freund unter der Regie von Andrés Wood. Mit dieser Rolle erlangte er Berühmtheit.
Auch in dem Film Mirageman Kicks Ass (Mirageman) spielte er eine Nebenrolle.
Außerdem spielte er in Fernsehserien wie Justicia Para Todos (Gerechtigkeit für alle), La vida es una lotería (Das Leben ist eine Lotterie) und Huaiquimán y Tolosa (Huaiquimán und Tolosa). Zudem spielte er in Kinoproduktionen wie ¡Pega Martín Pega! (Schlag Martín, schlag!), der auf der Biographie des chilenischen Boxers Martín Vargas basiert, und in dem Film La Esmeralda, 1879, in dem er Gaspar Cabrales verkörpert.

## Filmografie
- 2004: Machuca, mein Freund (Machuca, Film)
- 2005: La vida es una lotería (eine Folge)
- 2006–2008: Huaiquimán y Tolosa (24 Folgen)
- 2006: JPT: Justicia para todos (eine Folge)
- 2007: Mirageman Kicks Ass (Mirageman, Film)
- 2007: ¡Pega Martín pega! (Film)
- 2010: La Esmeralda 1879 (Film)
- 2010: Volver a mí (eine Folge)
- 2011: 12 días (eine Folge)
- 2011: Fronteras (eine Folge)
- 2011: Mi Último Round (Film)
- 2011: Prófugos (eine Folge)
- seit 2011: Peleles (sieben Folgen)